# Lyakchyplag
Lyakchyplag (ryska: Лякчылпак) är en ort i Azerbajdzjan.   Den ligger i distriktet Göyçay Rayonu, i den centrala delen av landet, 180 km väster om huvudstaden Baku. Lyakchyplag ligger 27 meter över havet och antalet invånare är 5 328.
Terrängen runt Lyakchyplag är platt åt sydväst, men åt nordost är den kuperad. Terrängen runt Lyakchyplag sluttar söderut. Närmaste större samhälle är Geoktschai, 10,4 km nordväst om Lyakchyplag.
Trakten runt Lyakchyplag består till största delen av jordbruksmark. Runt Lyakchyplag är det ganska tätbefolkat, med 134 invånare per kvadratkilometer.